# 米尔恰·弗勒齐克
米尔恰·弗勒齐克（羅馬尼亞語：Mircea Frățică，1957年7月14日—），罗马尼亚男子柔道运动员。他曾代表罗马尼亚参加1980年和1984年夏季奥林匹克运动会柔道比赛，其中1984年奥运会获得一枚铜牌。